# Daniel Trocmé
Pour les articles homonymes, voir Trocmé.

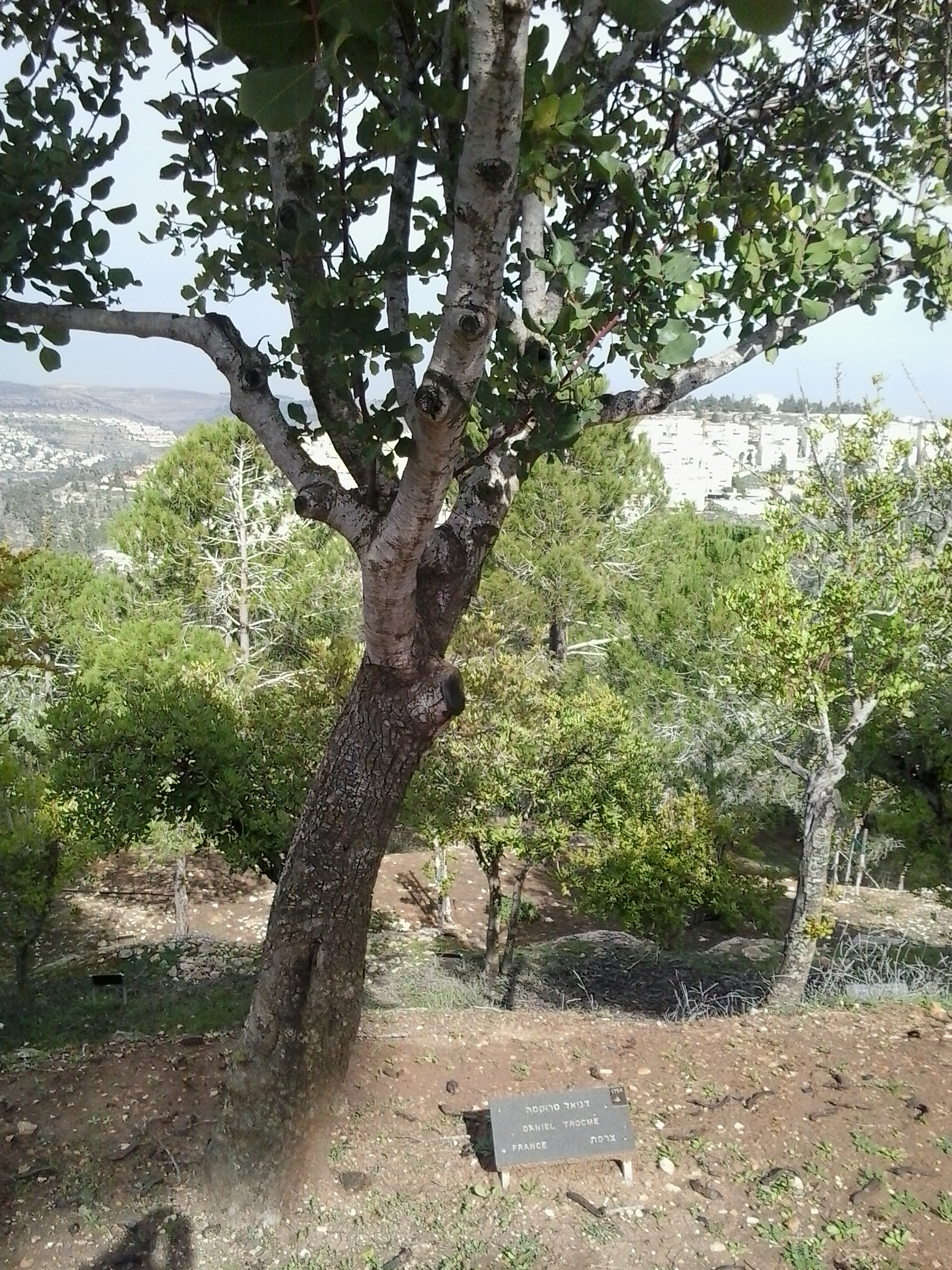
Un arbre planté à Yad Vashem pour honorer la mémoire de Daniel Trocmé

Daniel Geoffroy Trocmé est un enseignant français, né le 28 avril 1912 à Verneuil-sur-Avre (commune située dans l'Eure, en Normandie) et mort en déportation le 2 avril 1944 à Majdanek, camp de concentration situé à 2 km de Lublin (Pologne).

## Biographie
Daniel est le fils de Henri Auguste Trocmé, sous-directeur de l'École des Roches à Verneuil-sur-Avre, et de Ève Rist. Il est né le 28 avril 1912 dans le logement de fonction de son père située dans l'enceinte de l'école.
Professeur de physique, chimie et sciences naturelles au Collège Cévenol, il est à compter de 1941, directeur du pensionnat « Les Grillons » au Chambon-sur-Lignon (Haute-Loire).
Résistant, il est le cousin du pasteur André Trocmé avec qui il sauve environ 5 000 juifs durant la Seconde Guerre mondiale au Chambon, commune du plateau Vivarais-Lignon, déclaré Juste parmi les nations par Yad Vashem.

### Arrestation
Le 29 juin 1943, les Allemands arrêtent à la « Maison des Roches » 18 jeunes gens, dont 12 sont Juifs, ainsi que son directeur Daniel Trocmé. L'établissement est alors jugé comme un lieu où les idées nazies sont fortement combattues.  Daniel Trocmé décide d'accompagner ses protégés dans la déportation.

### Emprisonnement et déportation
Arrêté par un détachement de la Gestapo de Moulins, il est d'abord emprisonné dans la prison de la ville. Il est ensuite transféré au camp de Compiègne-Royallieu, puis dans celui de Dora. En mars 1944, il est déporté à Majdanek où il meurt gazé le 2 avril,.

### Honneurs
- Médaille de la Résistance française par décret du 3 août 1946[8] ;
- Déclaré Juste parmi les nations par le Yad Vasherm le 18 mars 1976[9]